# Кларендон (Арканзас)
Кларендон (англ. Clarendon) — місто (англ. city) в США, в окрузі Монро штату Арканзас, є адміністративним центром цього округу. Населення — 1526 осіб (2020).

## Географія
Кларендон розташований на висоті 53 метри над рівнем моря за координатами 34°41′41″ пн. ш. 91°18′22″ зх. д. / 34.69472° пн. ш. 91.30611° зх. д. (34.694721, -91.306116). За даними Бюро перепису населення США в 2010 році місто мало площу 5,07 км², з яких 4,73 км² — суходіл та 0,35 км² — водойми.

### Клімат
| Клімат : Кларендон           | Клімат : Кларендон | Клімат : Кларендон | Клімат : Кларендон | Клімат : Кларендон | Клімат : Кларендон | Клімат : Кларендон | Клімат : Кларендон | Клімат : Кларендон | Клімат : Кларендон | Клімат : Кларендон | Клімат : Кларендон | Клімат : Кларендон | Клімат : Кларендон |
| Показник                     | Січ.               | Лют.               | Бер.               | Квіт.              | Трав.              | Черв.              | Лип.               | Серп.              | Вер.               | Жовт.              | Лист.              | Груд.              | Рік                |
| Абсолютний максимум, °C      | 26,1               | 29,4               | 30,0               | 33,9               | 35,0               | 38,9               | 41,1               | 40,0               | 38,3               | 34,4               | 29,4               | 26,1               | 41,1               |
| Середній максимум, °C        | 9,4                | 12,2               | 17,2               | 22,2               | 27,2               | 31,1               | 32,8               | 32,8               | 28,9               | 23,3               | 16,7               | 10,6               | 22,1               |
| Середній мінімум, °C         | −1,1               | 1,1                | 5,6                | 10,0               | 15,6               | 20,0               | 22,2               | 20,6               | 15,6               | 9,4                | 5,0                | 0,6                | 10,4               |
| Абсолютний мінімум, °C       | −20                | −16,1              | −9,4               | −2,2               | 1,7                | 8,9                | 11,7               | 9,4                | 2,2                | −2,2               | −8,9               | −18,9              | −20                |
| Норма опадів, мм             | 94                 | 112                | 124                | 131                | 136                | 97                 | 98                 | 58                 | 84                 | 113                | 126                | 140                | 1313               |
| Днів з опадами               | 9,0                | 9,2                | 9,9                | 8,7                | 10,4               | 7,8                | 7,3                | 5,8                | 6,0                | 7,5                | 8,9                | 9,0                | 99,5               |
| Днів зі снігом               | 0,1                | 0                  | 0                  | 0                  | 0                  | 0                  | 0                  | 0                  | 0                  | 0                  | 0                  | 0                  | 0,1                |
| ---------------------------- | ------------------ | ------------------ | ------------------ | ------------------ | ------------------ | ------------------ | ------------------ | ------------------ | ------------------ | ------------------ | ------------------ | ------------------ | ------------------ |
| Джерело: The Weather Channel |                    |                    |                    |                    |                    |                    |                    |                    |                    |                    |                    |                    |                    |

## Історія
Спочатку територія майбутнього міста була заселена різними індіанськими племенами. 1799 року в гирлі річки Кеш-Рівер французькими мисливцями за хутром були побудовані декілька тимчасових острогів, які в подальшому стали перевалочною базою для тих, хто перетинав річку Вайт-Рівер військовою дорогою з Мемфіса (штат Теннессі) в Літл-Рок (штат Арканзас). Будівництво Військової дороги було почато в 1826 і завершено до 1828 року, до цього часу селище вже мало власне поштове відділення. В Кларендоні також функціонували поромна переправа та вокзал, який був кінцевою зупинкою для подорожуючих із заходу Диліжанса. Згодом дорога стала сумно відома як «Стежка сліз», за якою відбувалося примусове переселення племен корінних американців чікасо, чокто, кріків та черокі. 1883 року через Вайт-Рівер був побудований залізничний міст; пором через річку діяв аж до 1931 року, після чого був замінений автомобільним мостом.
Кларендон отримало офіційний статус міста 1859 року. П'ять років по тому, 1864 року місто було спалене дотла союзницькими силами в помсту за інцидент з канонеркою «USS Queen City», яка була потоплена військами конфедератів під командуванням бригадного генерала Джозефа О. Шелбі. 1884 року Кларендон втратив статус міста та знову отримав його лише 1898 року.
Економічний розвиток міста на початку 1990-х років будувався головним чином навколо деревовидобувної та лісообробної галузей промисловості. Кларендон у великих кількостях виробляв різного роду пиломатеріали, бочки, жердини, весла, а також був відомий, як місце видобутку перлів з прісноводних мідій. Місцева компанія «The Moss Brothers Bat Company» довгий час входила до числа основних постачальників бейсбольних біт для американських команд Головної ліги бейсболу США.
Місто сильно постраждало від Великої повені на Міссісіпі 1927. Більшість будівель в Кларендоні були затоплені до рівня другого поверху, а після прориву дамби значне число будівель було зруйновано катастрофічним водним валом. На повне відновлення інфраструктури міста та його очистки від сміття було потрібно декілька років.

## Демографія
Згідно з переписом 2010 року, у місті мешкали 1664 особи в 737 домогосподарствах у складі 445 родин. Густота населення становила 328 осіб/км². Було 862 помешкання (170/км²).
Расовий склад населення:
| - 61,8 % — білих - 34,3 % — чорних або афроамериканців - 0,8 % — корінних американців - 1,7 % — осіб інших рас |

До двох чи більше рас належало 1,3 %. Іспаномовні складали 2,7 % від усіх жителів.
За віковим діапазоном населення розподілялося таким чином: 21,8 % — особи молодші 18 років, 60,8 % — особи у віці 18—64 років, 17,4 % — особи у віці 65 років та старші. Медіана віку мешканця становила 42,2 року. На 100 осіб жіночої статі у місті припадало 85,9 чоловіків; на 100 жінок у віці від 18 років та старших — 83,4 чоловіків також старших 18 років.
Середній дохід на одне домашнє господарство становив 31 329 доларів США (медіана — 19 471), а середній дохід на одну сім'ю — 41 668 доларів (медіана — 32 000). Медіана доходів становила 22 292 долари для чоловіків та 26 071 долар для жінок. За межею бідності перебувало 46,5 % осіб, у тому числі 72,4 % дітей у віці до 18 років та 28,9 % осіб у віці 65 років та старших.
Цивільне працевлаштоване населення становило 521 осіб. Основні галузі зайнятості: виробництво — 29,0 %, освіта, охорона здоров'я та соціальна допомога — 15,2 %, роздрібна торгівля — 14,6 %.
За даними перепису населення 2000 року в Кларендоні мешкало 1965 осіб, 520 сімей, налічувалося 814 домашніх господарств і 925 житлових будинків. Середня густота населення становила близько 392 осіб на один квадратний кілометр. Расовий склад Кларендона за даними перепису розподілився таким чином: 68,47 % білих, 30,20 % — чорних або афроамериканців, 0,46 % — корінних американців, 0,05 % — азіатів, 0,82 % — представників змішаних рас.
Іспаномовні склали 2,35 % від усіх жителів міста.
З 814 домашніх господарств в 26,9 % — виховували дітей віком до 18 років, 43,5 % представляли собою подружні пари, які спільно проживали, в 16,2 % сімей жінки проживали без чоловіків, 36,1 % не мали сімей. 33,0 % від загального числа сімей на момент перепису жили самостійно, при цьому 16,7 % склали самотні літні люди у віці 65 років та старше. Середній розмір домашнього господарства склав 2,38 особи, а середній розмір родини — 3,02 особи.
Населення міста за віковим діапазоном за даними перепису 2000 року розподілилося таким чином: 26,3 % — жителі молодше 18 років, 8,1 % — між 18 і 24 роками, 24,1 % — від 25 до 44 років, 25,5 % — від 45 до 64 років і 16,1 % — у віці 65 років та старше. Середній вік мешканця склав 38 років. На кожні 100 жінок в Кларендоні припадало 91,8 чоловіків, у віці від 18 років та старше — 86,0 чоловіків також старше 18 років.
Середній дохід на одне домашнє господарство в місті склав 22 927 доларів США, а середній дохід на одну сім'ю — 30 250 доларів. При цьому чоловіки мали середній дохід в 25 972 долара США на рік проти 18 125 доларів середньорічного доходу у жінок. Дохід на душу населення в місті склав 11 902 долари на рік. 20,8 % від усього числа сімей в населеному пункті і 28,9 % від усієї чисельності населення перебувало на момент перепису населення за межею бідності, при цьому 44,4 % з них були молодші 18 років і 26,5 % — у віці 65 років та старше.